# سریع و خشمگین (فیلم ۱۹۵۵)
سریع و خشمگین (انگلیسی: The Fast and the Furious) فیلمی به کارگردانی جان آیرلند است که در سال ۱۹۵۵ منتشر شد. از بازیگران آن می‌توان به جان آیرلند، دوروتی مالون و راجر کورمن اشاره کرد.